# ماركوس غيسدول
ماركوس غيسدول (بالألمانية: Markus Gisdol)‏ (17 أغسطس 1969 بغايزلينغن آن در اشتايغه في ألمانيا - ) هو لاعب كرة قدم ألماني في مركز الوسط. لعب مع نادي بفورتسهايم .1 وSC Geislingen ‏ وSpVgg Au/Iller ‏ ورويتلينغن 05 ‏.

## روابط خارجية
- ماركوس غيسدول على موقع قاعدة بيانات كرة القدم.إي يو (الإنجليزية)
- ماركوس غيسدول على موقع Soccerway.com (الإنجليزية)
- ماركوس غيسدول على موقع عالم كرة القدم.نت (الإنجليزية)